# Galtara somaliensis
Galtara somaliensis là một loài bướm đêm thuộc phân họ Arctiinae, họ Erebidae.